# Дашков, Василий Андреевич
Василий Андреевич Дашков (1819—1896) — русский этнограф, меценат и коллекционер из рода Дашковых. Директор Румянцевского и основатель Дашковского музеев. Действительный тайный советник, гофмейстер; вице-президент комиссии по сооружению храма Христа Спасителя; председатель Общества любителей древнерусского искусства; попечитель московских женских гимназий.

## Семья
Родился в Рязани в семье подполковника конной артиллерии Андрея Васильевича Дашкова (1790—1865, впоследствии олонецкого губернатора) и Анастасии Николаевны Дмитриевой-Мамоновой (1801—1834). Его сестра Софья Андреевна (1822—1908) — жена князя Григория Гагарина.
Был женат на княжне Елизавете Андреевне Горчаковой (1825—18.09.1906), умерла от паралича мозга в Ницце. Их дочь Ольга (1844—1921) вышла замуж за графа Павла Ипполитовича Кутайсова (1837—1911), впоследствии иркутского генерал-губернатора, и имела четырёх детей, в том числе сына Константина.

## Биография
Окончил Олонецкую мужскую гимназию (1839); затем сдал экзамен по юридическому факультету Московского университета (1841) и получил аттестат на право причисления его, по чинопроизводству, к первому разряду чиновников государственной службы.
Во время пребывания в Петрозаводске (1836—1840) он собирал материалы по географии, природным ресурсам, истории и этнографии Олонецкой губернии. Результатом деятельности явилась книга — «Описание Олонецкой губернии в историческом, статистическом и этнографическом отношениях» (1842).
С 1841 года начал службу при московском военном генерал-губернаторе князе Щербатове — в канцелярии секретного отделения. 28 июля 1842 года был произведён в первый классный чин; 22 апреля 1843 года назначен членом Московского губернского статистического комитета и направлен в комитет по устройству в Москве выставки российских изделий. 25 апреля 1843 года, за описание Олонецкой губернии, награждён орденом Св. Станислава 3-й степени.
В 1848 году ему было поручено просматривать все периодические издания, выходившие в Москве. С 4 ноября 1848 года В. А. Дашков — член Московского попечительного о тюрьмах комитета.
В 1852 году был награждён орденом Св. Анны 3-й степени. С 1854 года — почётный директор богоугодных заведений сначала в Можайске, а затем в Подольске и Клину. По званию же члена Попечительского совета заведений общества призрения в Москве, он был также попечителем богоугодных заведений в Верее, Рузе и Звенигороде.
В 1860 году ему было поручено исправление должности помощника попечителя Московского учебного округа.
В 1867 году взял на себя финансирование этнографической выставки в московском Манеже, организованной Московским обществом любителей естествознания, пожертвовав на устройство будущей экспозиции 40 тысяч рублей. На ней среди других предметов старины была впервые представлена его личная этнографическая коллекция, которая легла в основу музея русской этнографии (первоначально — отделение Румянцевского музея). Коллекция музея состояла из 288 художественно исполненных манекенов, изображавших представителей племён России и славянских земель, до 450 костюмов, до 1200 предметов домашнего быта и до 2000 рисунков и фотографий. По заказу Дашкова были исполнены и раскрашены фотографические снимки крупных размеров со всех манекенов, входящих в состав музея, и таким образом составлен единственный в своём роде альбом народностей России и славянских земель. 6 апреля 1867 года, во время посещения выставки императором Александром II был пожалован орденом Св. Станислава 1-й степени.
14 мая 1868 года В. А. Дашков был назначен директором Московского Публичного и Румянцевского музеев (в настоящее время — Российская государственная библиотека), с увольнением от прежней должности.
С 21 декабря 1868 года началась служба В. А. Дашкова по Опекунскому совету. Почётный опекун Николаевского сиротского института (1873—1880). Назначен попечителем московских женских гимназий с 15 декабря 1874 года. 12 апреля 1881 года в награду отлично-усердной службы и ревностных трудов по управлению московскими женскими гимназиями В. А. Дашков получил чин действительного тайного советника. В 1886 году содействовал художнику-архитектору А. О. Гунсту в открытии первой в Моске частной художественной школы — Классов изящных искусств.
28 июля 1892 года, в день празднования пятидесятилетия служения в офицерских чинах, ему был пожалован орден Св. Владимира 1-й степени. В последние годы жизни был почётным членом берлинского православного Свято-Князь-Владимирского братства.
Был пожалован званием почётного опекуна; придворными званиями камер-юнкера (1855), «в должности церемониймейстера» (1860) и «в должности гофмейстера» (1866); чинами действительного статского советника (1862) и гофмейстера (1868).
Дашков способствовал развитию всех направлений деятельности музеев, инициировал и содействовал поступлению ценных пожертвований, продолжал привлекать к работе в музеях лучших людей своего времени, укреплял и поднимал уважение к музеям.
Похоронен в Даниловом монастыре в крипте церкви Святых отцов семи Вселенских соборов.

## Коллекционирование
Дашков пожертвовал Румянцевскому музею 28 мая 1882 года «Собрание изображений русских деятелей», которое состояло из 243 портретов, скопированных с лучших подлинников Крамским, Репиным, Васнецовым и другими художниками.
Дашков неоднократно передавал в фонд музеев ценнейшие материалы: автографы А. С. Пушкина, старославянские книги, гравюры, картины, этнографическую коллекцию — «Дашковский этнографический музей», который в 1924 году перешёл в Центральный музей народоведения.
В 1897 году вдова Дашкова передала в дар музеям 1000 рублей на пополнение собрания. В настоящее время это собрание хранится в Государственном историческом музее в Москве.

## Издания
За свой счёт В. А. Дашков издал ряд научных трудов, в том числе «Сборник антропологических и этнографических статей о России и странах ей прилежащих» (книги I—II, М., 1868-73), «История русской жизни с древнейших времён» И. Е. Забелина (части I—II, М., 1876-9), «Материалы для исторического описания Румянцевского музея» К. И. Кестнера (М., 1882), «Сборник материалов по этнографии» под редакцией В. Ф. Миллера (выпуски I—III, М., 1886-88).